# Néppárt (Spanyolország)
A Néppárt (spanyolul: Partido Popular, PP) jelentős jobboldali politikai párt Spanyolországban, amely a 2011-es parlamenti választások óta kormányzási pozíciót töltött be. A 2019-es választások után ellenzékbe került.

## Története
A párt elődje az 1976-ban alapított Népi Szövetség (Alianza Popular, AP) volt, aminek vezetője Manuel Fraga volt. A párt tagjai közt számos olyan konzervatív szellemiségű politikus volt, aki a Franco-korszak alatt vezető pozícióban voltak. Az egyik ilyen vitatott személy Fraga volt, aki a Franco-korszak alatt az Információs és Turisztikai miniszter volt 1962-1969 között.
1977-ben a Franco-korszak után megtartott első választásokon az AP 8,21%-ot ért el, a Képviselőházban 16, a Szenátusban 2 mandátumot kapott. A választásokat a Demokratikus Közép Uniója nyerte.
Az 1982-es választásokra a párt koalíciót kötött a jobbközép Népi Demokratikus Párttal és a Spanyol Liberális Párttal emellett néhány jobboldali és regionális párttal (mint a Valenciai Unió, Navarro Népi Unió, a aragón nacionalista Aragóniai Párt, Galícia Centristák) és így született meg a Népi Koalíció (Coalíción Popular) nevű választási szövetség. Így a párt a szavazatok 26,36%-át megszerezve a második legerősebb politikai erővé vált az országban. A Képviselőházban 107 és a Szenátusban 54 mandátumot szereztek.
Az 1982-es és 1986-os választásokat viszont a Spanyol Szocialista Munkáspárt nyerte meg sorra, Felipe González vezetésével. A sorozatos kudarcok miatt Manuel Fraga 1987-ben lemondott a párt vezetéséről.
1989-ben a párt nevet változtatott és Néppárt lett (Partido Popular, PP). Az új pártban a neoliberalizmus lett a fő irányzat, a konzervatív vonal háttérbe szorult.

### Jose María Aznar első kormánya
A párt az 1996-os spanyolországi parlamenti választásokon a Navarroi Népi Unió és az Aragóniai Párt támogatásával győzelmet aratott a szavazatok 39,18%-ával, amivel a Képviselőházban 156 mandátumot tudott szerezni. A választások után felkérték José María Aznart miniszterelnöknek, akit 181 igen szavazattal megválasztottak.
José María Aznar és a Néppárt a kormányzással egy olyan országot örökölt meg a szocialistáktól, amely tele volt korrupciós ügyekkel, mint a csendőrparancsnok Luis Roldán esete, a Banesto biztosítási bank esete. Navarra régió szocialista elnöke Gabriel Urralburu illetve Andalúzia szocialista elnöke Manuel Oller is érintett volt korrupciós ügyekben.
A jobbközép kormány feladata volt a gazdaság liberalizálása mellett az államadósság csökkentése volt. Ez annak érdekében hogy az ország a maastrichti kritériumok teljesítésével, be tudja vezetni az eurót fizetőeszközként. Privatizálták az Enagás állami gázszolgáltatót, Repsol olajipari vállalatot, Telefónicát az ország állami telekommunikációs vállalatát.

## Szavazóbázisa
A párt területileg hagyományosan Galícia, Kasztília és León, Kasztília La Mancha és Murcia autonóm közösségekben népszerű. Ávila, Burgos, Orense, Valladolid tartományokban szinte mindig a Néppárt a legerősebb.
A párt 1989-től a 2010-es évek közepéig magáénak tudhatta a jobboldali szavazók jelentős részét, a párt konzervatív szárnyából alakult meg a Vox.
A néppárti szavazók korosztályukat tekintve főleg az 55 éven felüli női szavazók között népszerű.

## Ideológiája
A pártot jellemzően liberális konzervatív szellemiségűnek jellemzik. Vannak emellett akik szerint Jose María Aznar vezetése alatt a párt konzervatívvá vált kereszténydemokrata és gazdasági liberális értékek keveredésével. Mások szerint a párt keresztény humanista illetve konzervatív és neoliberális gazdaságpolitikájú. 
A párt támogatja az autonóm közösségek regionális struktúráját, amit az 1978-as alkotmány is rögzít illetve az alkotmányos monarchiát, mint államformát. 
Amikor 2005-ben bevezették Spanyolországban az azonos nemű párok házasságát, azt a párt ellenezte, helyette a bejegyzett élettársi kapcsolatot támogatták. Ekkor még a Néppárt tüntetéseket is szervezett a melegházasság ellen. Miután 2012-ben alkotmányosnak ítélték a törvényt, amellyel 2005-ben bevezetésre került az azonos neműek házassága, úgy a Néppárt kijelentette, hogy többé nem akarják megszüntetni a törvényt. Habár a pártnak van erősen szociálkonzervatív szárnya, mégis számos tagja támogatja az azonos neműek házasságát. Egyes néppárti vezetésű regionális kormányok bevezettek olyan törvények, amelyek tiltják a szexuális irányultságon és nemi identitáson alapuló diszkriminációt. 

## Választási jelszavai
- 1996: Con la nueva mayoría (Az új többséggel)
- 2000: Vamos a más (Többre jutunk)
- 2004: Juntos vamos a más (Együtt többre jutunk)
- 2008: Las ideas claras con Rajoy es posible (Világos elképzelések Rajoyjal lehetővé válnak)
- 2011: Lo primero el empleo (Első a foglalkoztatás)
- 2015: España en serio (Spanyolország komolyan)

## Választási eredményei

### Parlamenti választások
| Választások    | Szavazatok | %     | Képviselőházi mandátumok | Szenátusi mandátumok | Kormányzat                   | Listavezető          |
| -------------- | ---------- | ----- | ------------------------ | -------------------- | ---------------------------- | -------------------- |
| 1989           | 5 285 972  | 25.79 | 107 / 350                | 77 / 208             | Ellenzék                     | José María Aznar     |
| 1993           | 8 201 463  | 34.76 | 141 / 350                | 93 / 208             | Ellenzék                     | José María Aznar     |
| 1996           | 9 716 006  | 38.79 | 156 / 350                | 112 / 208            | Kormánypárt                  | José María Aznar     |
| 2000           | 10 321 178 | 44.52 | 183 / 350                | 127 / 208            | Kormánypárt                  | José María Aznar     |
| 2004           | 9 763 144  | 37.71 | 148 / 350                | 102 / 208            | Ellenzék                     | Mariano Rajoy        |
| 2008           | 10 278 010 | 39.44 | 154 / 350                | 101 / 208            | Ellenzék                     | Mariano Rajoy        |
| 2011           | 10 866 566 | 44.63 | 186 / 350                | 136 / 208            | Kormánypárt                  | Mariano Rajoy        |
| 2015           | 7 215 530  | 28.72 | 123 / 350                | 124 / 208            | Kormánypárt                  | Mariano Rajoy        |
| 2016           | 7 906 185  | 33.03 | 137 / 350                | 130 / 208            | Kormánypárt                  | Mariano Rajoy        |
| 2019. április  | 4 356 023  | 16.69 | 66 / 350                 | 75 / 208             | Új választást kellett kiírni | Pablo Casado         |
| 2019. november | 5 047 040  | 20.81 | 89 / 350                 | 83 / 208             | Ellenzék                     | Pablo Casado         |
| 2023. július   | 8 160 837  | 33.06 | 137 / 350                | 120 / 208            |                              | Alberto Núñez Feijóo |

## A párt elnökei
- 1989-1990 : Manuel Fraga
- 1990-2004: José María Aznar
- 2004-2018: Mariano Rajoy
- 2018 óta: Pablo Casado

## Fordítás
- Ez a szócikk részben vagy egészben  a   Partido Popular című spanyol Wikipédia-szócikk fordításán alapul.  Az eredeti cikk szerkesztőit annak laptörténete sorolja fel. Ez a jelzés csupán a megfogalmazás eredetét és a szerzői jogokat jelzi, nem szolgál a cikkben szereplő információk forrásmegjelöléseként.